# Verdaccio

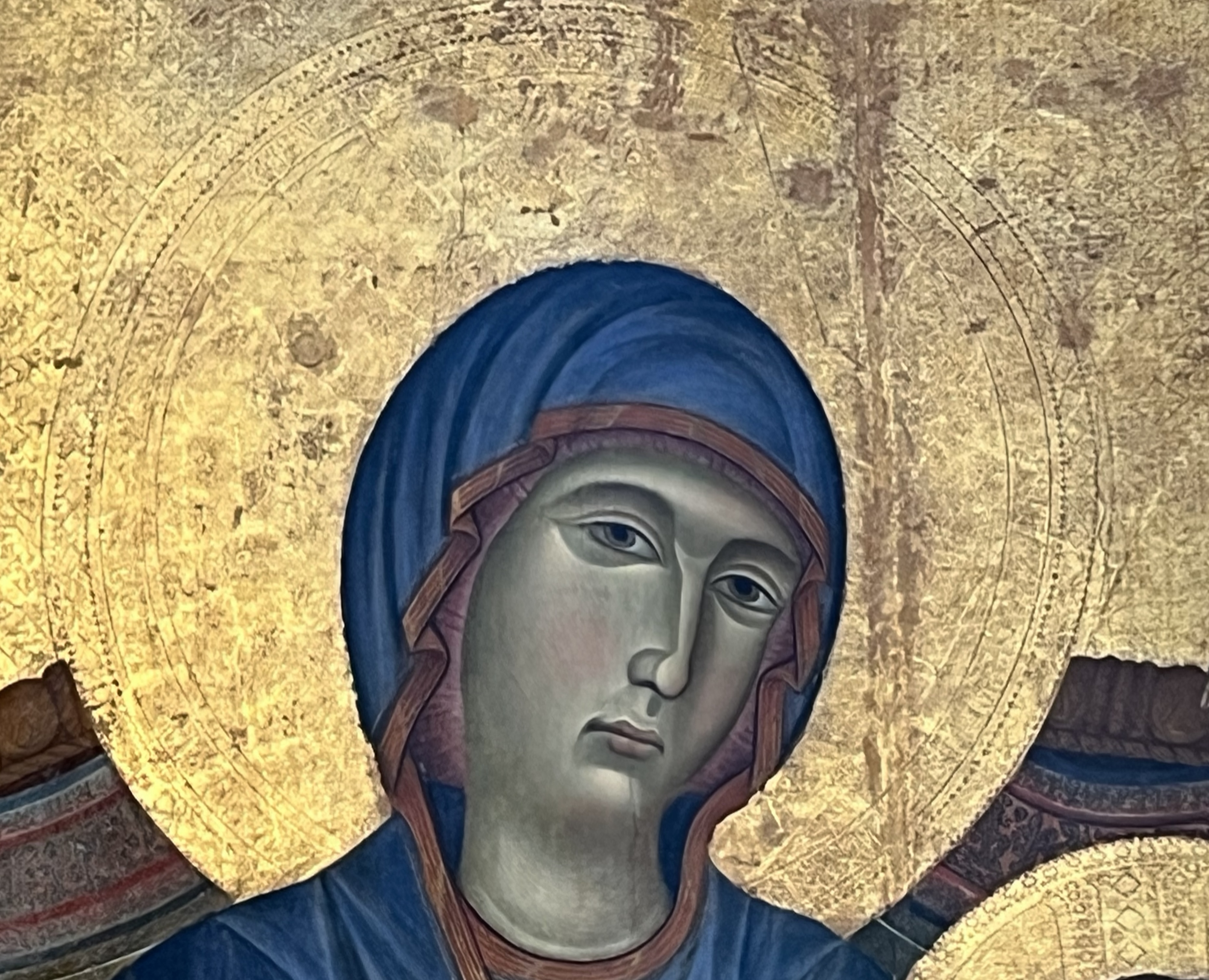
La Vierge et l'Enfant en majesté entourés de six anges. Cimabue. Détail. Louvre

Le verdaccio est le nom italien donné à un fond coloré de teinte verdâtre. 

## Description

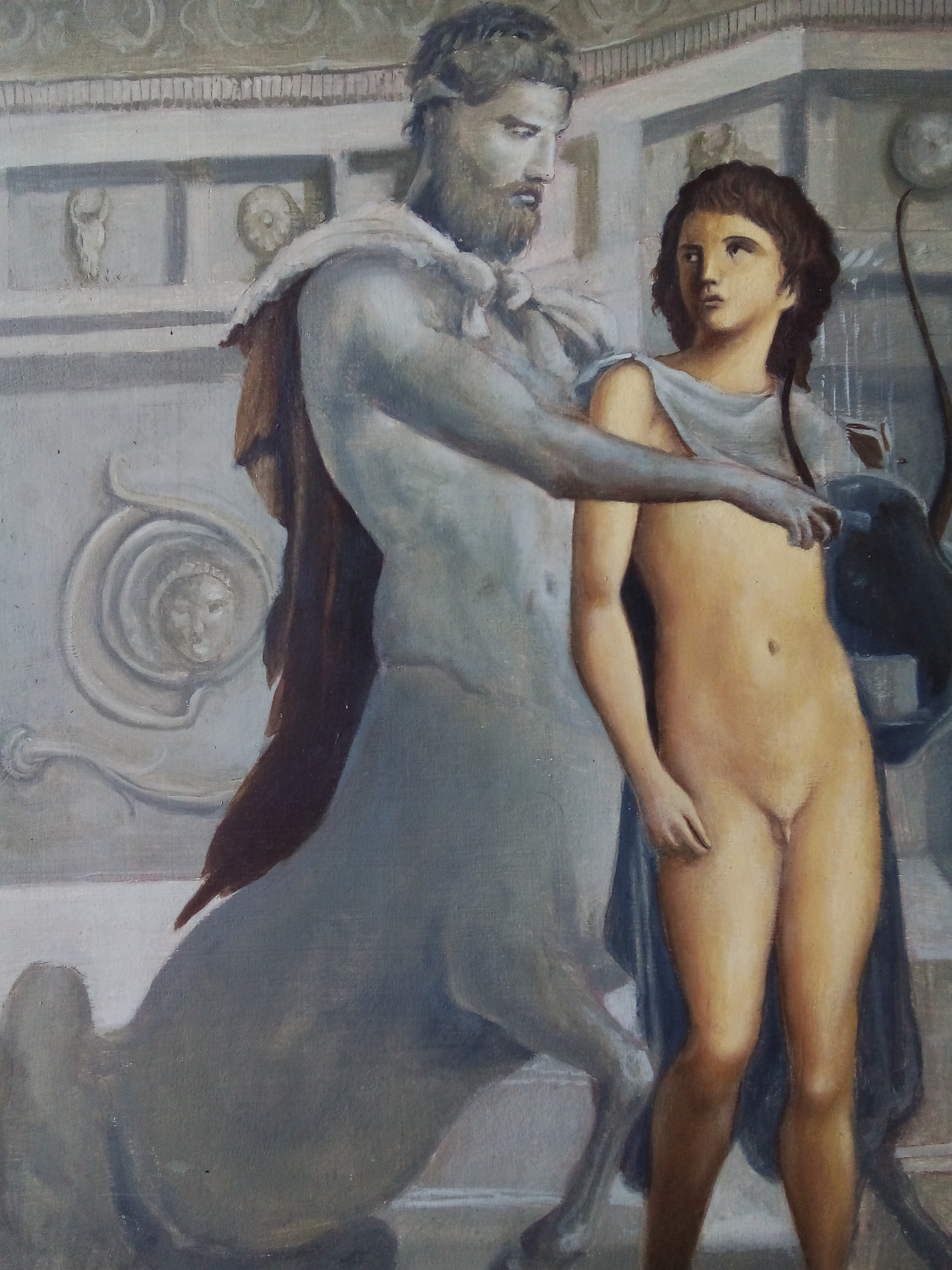
Fresque murale non terminée réalisée avec la technique du verdaccio (Herculanum).

Composé, selon Cennino Cennini, d’« une partie de noir, de deux parties d'ocre [jaune] », il résultait en un vert clair grisâtre, proche de la terre verte, qui servait de sous-couche pour les fresques. Cette tonalité neutre aidait à définir les valeurs du motif.
Cette technique fut appliquée aussi à la tempera : ainsi pour la peinture sur panneau Cennini conseille de composer un mélange de terre verte et de blanc comme base pour les couleurs des chairs. Elle fut ainsi longtemps utilisée par les Primitifs italiens.
Ce fond coloré ou imprimeure verdâtre permet un traitement des carnations plus subtil et réaliste, valorisant les couleurs chaudes qui le recouvraient.